# Elisaveta de Kiev
Elisaveta Yaroslavna De Kiev (noruego: Ellisif o Elisiv), (1025-ca. 1067), fue una Princesa de Kiev y reina consorte del rey Harald III de Noruega.

## Biografía

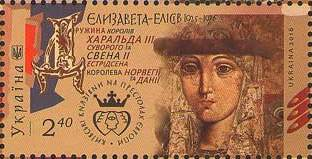
Elisaveta en un sello ucraniano.

Elisaveta era hija del Gran Príncipe de Veliki Nóvgorod y del Rus de Kiev, Yaroslav I el Sabio y de su esposa, la princesa sueca Ingegerd Olofsdotter, hija del rey sueco Olof Skötkonung y de Estrid de los Abroditas. Fue la hermana de Anastasia de Kiev, quien se casó con el futuro Andrés I de Hungría, de Ana de Kiev, quien se casó con Enrique I de Francia, y, probablemente, de Ágata de Kiev, quien se casó con Eduardo el Exiliado. Sus hermanos fueron Vladimir de Nóvgorod, Iziaslav I de Kiev, Sviatoslav II de Kiev, Vsevolod I de Kiev, y Ígor Yaroslávich.
Durante el invierno del año 1044, Elisaveta se casó con el príncipe Harald Sigurdsson de Noruega. Harald había dejado noruega en el año 1030, después de haber participado en la Batalla de Stiklestad, junto a su medio hermano, el rey Olaf II de Noruega. Desde entonces, Harald estuvo sirviendo bajo la protección de su padre, así como del monarca bizantino.
Elisaveta era la destinataria de los poemas de Harald, en los que se lamentaba de su falta de afecto hacia él.  En el año 1045, ella siguió a Harald hasta Noruega, donde devino correy junto a su sobrino, el rey Magnus I de Noruega. En Noruega Eisaveta se convierte en reina bajo el nombre de Elisiv.
En el año 1047, el rey Harald devino el único gobernante de Noruega, después de la muerte del rey Magnus. Un año más tarde, Harald tomó otra esposa, Tora Torbergsdatter, una hija de Torberg Arnesson, con quien tuvo dos hijos. El matrimonio se produjo por alianzas políticas. Los jefes del Giskeaetten jugaron una función clave en este enlace. Es posible que Elisiv hubiera regresado al Rus, o que hubiera fallecido en Noruega. Aun así, esto significaría que las hijas de Harald, Ingegerd y María, tendrían que haber sido de Tora, lo cual no es probable porque María estuvo comprometida con Oystein Orre fra Giske, quien era tío de Tora. Por tanto, es posible que Tora fuera concubina de Harald y no su esposa. Tora devino la madre de los reyes Olaf III de Noruega y Magnus II de Noruega.
En el año 1066, Harald invadió Inglaterra, donde fue asesinado en la Batalla de Stamford Bridge. La tradición cuenta que Elisiv y sus hijas siguieron a Harald hasta Inglaterra, donde falleció María, supuestamente al enterarse de la muerte de su padre. Después, Elisiv y su segunda hija, Ingegerd, regresaron a Noruega con la flota de su marido. Elisiv se quedó a vivir en las Orcadas. Aun así, también existe la afirmación de que fue Tora quien acompañó a Harald y no Elisiv, lo cual es más probable ya que Tora era prima de Thorfinn el Poderoso, conde de las Orcadas.
Según Adán de Bremen, la madre del rey Olaf III de Noruega, se casó con el rey Svend II de Dinamarca o bien con un rey sueco, pero estos datos aún no se han podido confirmar. La fecha y el lugar de fallecimiento de la reina Elisiv es desconocida.

## Descendencia
Elisiv y Harald tuvieron dos hijas:
- Ingegerd (1045 – 1120); casada primero con Olaf I de Dinamarca y, después de su muerte, con Felipe Halstensson.
- [13][14]
- María (fallecida el 25 de septiembre de 1066); prometida en matrimonio con Eystein Orre (hermano de Tora), pero falleció en las Orcadas el mismo día que fallecieron Harald y Eystein.

## Otras Fuentes
- Lindqvist, Herman (2006) Historien om alla Sveriges drottningar : från myt och helgon till drottning i tiden	(Norstedts förlag) ISBN 978-9113015248
- Magnusson, Magnus; Pálsson, Hermann (1976) King Harald's Saga: Harald Hardradi of Norway: From Snorri Sturluson's Heimskringla   (Penguin Classics) ISBN 978-0140441833
- Martin, Janet (1995)  Medieval Russia, 980-1584 (Cambridge: Cambridge University Press) ISBN 0-521-36276-8
- Thuesen, Nils Petter  (1991) Norges dronninger gjennom tusen år (Oslo: Tiden Norsk Forlag) ISBN 82-10034-58-8

- Datos: Q2284422
- Multimedia: Elisabeth of Kiev / Q2284422